# Casa Crivelli Redenaschi Brocca
 Casa Crivelli Redenaschi Brocca è un edificio storico di Magenta in Lombardia.

## Storia e descrizione
Edificata con tutta probabilità nel Settecento, divenne la sede principale delle abitazioni dei Crivelli prima e dei Redenaschi poi. 
Nel XIX subì i mutamenti più radicali che fecero divenire lo stabile una vera e propria villa. In questa fase la palazzina fu in tutto e per tutto dei gioiellieri e commercianti Brocca di Milano. Gli stessi Brocca risiedettero in questo luogo in maniera sporadica nei primi del 1800, destinando lo spazio soprattutto a residenza estiva ed a ricovero per artisti come il catalano Pelegrin Clavé y Roque, o Eugenio Landesio e Giuseppe Molteni, pittore quest'ultimo che venne proprio "lanciato" dai Brocca stessi nel mondo dell'arte. 
Nella seconda metà del secolo i Brocca si trasferirono permanentemente a Magenta, portando con sé un'ingente raccolta d'arte che includeva un dipinto di Raffaello (la Madonna del Velo, detta anche la  Madonna Brocca per i loro proprietari) ed una serie di dipinti di Diego Velázquez (di cui uno, una Maria Addolorata, oggi è attribuito al Carducho e si trova al Museo della Duke University a Nasher), e Murillo (a questo momento corrispose pure la realizzazione e progettazione della cappella di famiglia da parte dell'architetto Maciachini presso il cimitero cittadino).
A cavallo del XIX e del XX secolo, diventando più volte sindaco e podestà di Magenta l'avvocato Giuseppe Brocca, la villa fu sede di molti eventi, come il banchetto/rinfresco del 1895 in occasione dell'inaugurazione del monumento a Mac Mahon, o ancora la festa del 1910 dedicata alla pioniera dell'auto Harriet White Fisher (autrice del A Woman's world tour in motor). Alla morte dell'ultima proprietaria (la moglie dell'avvocato Giuseppe Brocca, Anna Maria Sofia Rospini Bingley), la villa passò in eredità ai figli adottivi, insieme all'ancor consistente raccolta di opere d'arte miracolosamente scampata alle razzie belliche (e di cui dal 6 dicembre del 1946 non vi è alcuna traccia). Nel 1950 lo stabile fu venduto, lottizzato ed in parte acquistato dal Comune di Magenta. Attualmente la casa è sede dell'AVIS cittadina e di altre associazioni di volontariato del territorio, oltre che di un asilo nido. Dal 2012 una parte della struttura ospita ASLAM Cooperativa Sociale, ente accreditato da regione Lombardia per la formazione professionale.